# Längdhopp för damer i friidrott vid olympiska sommarspelen 2024
Damernas längdhopp vid olympiska sommarspelen 2024 avgjordes den 6 och 8 augusti 2024 på Stade de France i Frankrike. 31 idrottare från 22 nationer deltog i tävlingen. Det var 20:e gången grenen fanns med i ett OS och den har funnits med i varje OS sedan 1948.

Sammanfattning på finalen.

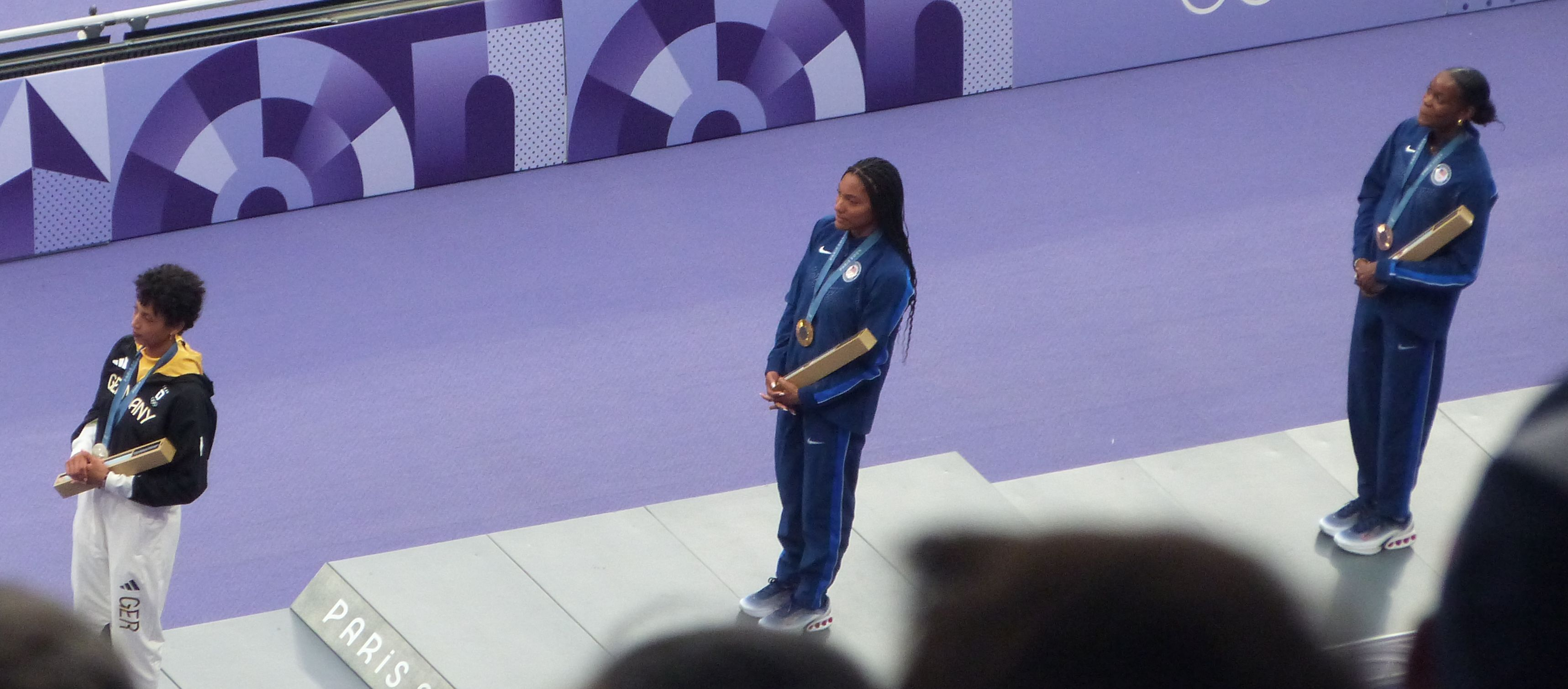
Medaljörerna i längdhopp.

Den regerande olympiska mästaren och världsmästaren från 2019 och 2022 Malaika Mihambo återvände för sitt tredje OS. Hon var också världsledande i säsongen 2024 inför OS. Den återvändande olympiske bronsmedaljören Ese Brume tog brons 2019 och silver 2022. VM-bronsmedaljören från 2022 Leticia Oro Melo tävlade inte. Världsmästerskapet 2023 avslöjade en ny grupp av medaljörer, guldet gick till Ivana Španović, silvret till Tara Davis-Woodhall och bronset till Alina Rotaru-Kottmann. Jasmine Moore gjorde den sällsynta dubbelhoppen, hon deltog i längdhoppstävlingen efter att redan ha tagit brons i tresteg.
Mihambo startade tävlingen med 6,77 meter från nästan bakre delen av ansatsbrädan. Iapichino hoppade 6,78 från mitten av brädan. Sedan tog Davis-Woodhall ledningen genom att hoppa 6,93. Mot slutet av första rundan träffade Moore markeringarna så perfekt att funktionärerna var tvungna att granska det närmare. Hoppet på 6,96 dömdes som godkänt och hon tog över ledningen. I den andra omgången förbättrade Mihambo något till 6,81, bara för att se Larissa Iapichino knuffa ner henne från tredjeplatsen med 6,87 en stund senare. Två hoppare senare utökade Davis-Woodhall och tog ledningen igen med 7,05. I början av den tredje rundan tog Mihambo tillbaka tredjeplatsen med 6,95. I den fjärde ronden lyckades Mihambo få till ett långt hopp men det var ett stort övertramp. Efter att Moore inte förbättrade sig fick Davis-Woodhall till vinnarhoppet på 7,10. I den femte ronden flyttade Mihambo tillbaka sin startmarkering och lyfte från mitten av brädan. Hennes 6,98 kunde ha utmanat Davis-Woodhall om hoppet hade varit från linjen, men det räckte bara till en andraplats. När Mihambo misslyckades med att förbättra sig i sitt sista försök visste Davis-Woodhall att hon hade guldet. Hon gjorde ett svagt sista försök, ställde sig upp för att vinka till publiken och föll sedan tillbaka ner i gropen för att göra en snöängel i sanden.
| Spel            | Guld                    | Silver                   | Brons             |
| Längdhopp damer | Tara Davis-Woodhall USA | Malaika Mihambo Tyskland | Jasmine Moore USA |

## Kvalificering till OS-grenen
Kvalificeringsperioden för damernas längdhopp var mellan 1 juli 2023 och 30 juni 2024. 31 idrottare kvalificerade sig till evenemanget, med högst tre idrottare per nation, genom att klara av kvalificeringsstandarden 6,86 meter eller genom sin världsranking i friidrott för denna gren.

## Schema
Alla tider är CET.
| Datum          | Tid   | Omgång |
| -------------- | ----- | ------ |
| 6 augusti 2024 | 11:15 | Kval   |
| 8 augusti 2024 | 20:00 | Final  |

## Rekord
Innan tävlingens start fanns följande rekord:
| Rekord           | Idrottare                  | Längd | Plats                    | Datum             |
| ---------------- | -------------------------- | ----- | ------------------------ | ----------------- |
| Världsrekord     | Galina Tjistiakova (URS)   | 7,52  | Leningrad, Sovjetunionen | 11 juni 1988      |
| Olympiskt rekord | Jackie Joyner-Kersee (USA) | 7,40  | Seoul, Sydkorea          | 29 september 1988 |

| Område                                   | Längd     | Idrottare            | Nation     |
| ---------------------------------------- | --------- | -------------------- | ---------- |
| Afrika                                   | 7,17      | Ese Brume            | Nigeria    |
| Asien                                    | 7,01      | Yao Weili            | Kina       |
| Europa                                   | 7,52 0VR0 | Galina Tjistiakova   | Sovjet     |
| Nordamerika, Centralamerika och Karibien | 7,49      | Jackie Joyner-Kersee | USA        |
| Oceanien                                 | 7,13      | Mitchell Watt        | Australien |
| Sydamerika                               | 7,26      | Maurren Maggi        | Brasilien  |

## Resultat
Anmärkningarnas förklaring finns längst ner.

### Kval
Idrottarna behövde klara av kvalgränsen 6,75 meter 0Q0 eller hamna på de 12 första platserna 0q0 för att gå till final.
| Plac. | Grupp | Idrottare             | Nation        | 1    | 2    | 3    | Resultat | Anmärkning |
| ----- | ----- | --------------------- | ------------- | ---- | ---- | ---- | -------- | ---------- |
| 1     | A     | Tara Davis-Woodhall   | USA           | 6,64 | 6,90 | r    | 6,90     | 0Q0        |
| 2     | B     | Larissa Iapichino     | Italien       | 6,60 | 6,87 | r    | 6,87     | 0Q0        |
| 3     | B     | Malaika Mihambo       | Tyskland      | x    | x    | 6,86 | 6,86     | 0Q0        |
| 4     | A     | Ese Brume             | Nigeria       | 6,44 | 6,40 | 6,76 | 6,76     | 0Q0        |
| 5     | A     | Ruth Usoro            | Nigeria       | x    | 6,68 | 6,65 | 6,68     | 0q0        |
| 6     | A     | Jasmine Moore         | USA           | 6,35 | 6,66 | x    | 6,66     | 0q0        |
| 7     | B     | Prestina Ochonogor    | Nigeria       | 6,27 | 6,65 | 6,29 | 6,65     | 0q0        |
| 8     | B     | Monae' Nichols        | USA           | 6,43 | 6,52 | 6,64 | 6,64     | 0q0        |
| 9     | A     | Alina Rotaru-Kottmann | Rumänien      | 6,45 | 6,46 | 6,63 | 6,63     | 0q0        |
| 10    | B     | Ackelia Smith         | Jamaica       | 6,51 | 6,59 | 6,58 | 6,59     | 0q0        |
| 11    | B     | Marthe Koala          | Burkina Faso  | 6,36 | 6.59 | 6,57 | 6,59     | 0q0        |
| 12    | B     | Hilary Kpatcha        | Frankrike     | 6,18 | 6,20 | 6,59 | 6,59     | 0q0        |
| 13    | A     | Xiong Shiqi           | Kina          | 6,58 | 6,56 | 6,52 | 6,58     |            |
| 14    | A     | Pauline Hondema       | Nederländerna | 4,72 | 6,21 | 6,55 | 6,55     |            |
| 15    | B     | Fátima Diame          | Spanien       | 6,37 | 6,52 | x    | 6,52     |            |
| 16    | B     | Ivana Španović        | Serbien       | x    | 6,51 | 6,31 | 6,51     |            |
| 17    | A     | Chanice Porter        | Jamaica       | 6,48 | 6,21 | x    | 6,48     |            |
| 18    | A     | Milica Gardašević     | Serbien       | 6,48 | x    | x    | 6,48     |            |
| 19    | B     | Plamena Mitkova       | Bulgarien     | 6,45 | 6,42 | 6,33 | 6,45     |            |
| 20    | A     | Laura Raquel Müller   | Tyskland      | 6,40 | 6,13 | 6,38 | 6,40     |            |
| 21    | B     | Petra Farkas          | Ungern        | 6,40 | 6,33 | 6,22 | 6,40     |            |
| 22    | A     | Natalia Linares       | Colombia      | x    | 6,40 | 6,04 | 6,40     |            |
| 23    | A     | Eliane Martins        | Brasilien     | 6,36 | x    | x    | 6,36     |            |
| 24    | A     | Agate de Sousa        | Portugal      | x    | 6,34 | 6,27 | 6,34     |            |
| 25    | B     | Brooke Buschkuehl     | Australien    | 6,29 | 6,10 | 6,31 | 6,31     |            |
| 26    | B     | Sumire Hata           | Japan         | 6,21 | x    | 6,31 | 6,31     |            |
| 27    | A     | Nikola Horowska       | Polen         | x    | 6,31 | x    | 6,31     |            |
| 28    | B     | Mikaelle Assani       | Tyskland      | 5,64 | 6,13 | 6,24 | 6,24     |            |
| 29    | A     | Esraa Owis            | Egypten       | 5,93 | 6,11 | 6,20 | 6,20     |            |
| 30    | A     | Tessy Ebosele         | Spanien       | 6,02 | x    | 6,09 | 6,09     |            |
| 31    | B     | Lissandra Campos      | Brasilien     | 5,90 | 6,02 | x    | 6,02     |            |

### Final
| Plac. | Idrottare             | Nation       | 1    | 2    | 3    | 4                | 5                | 6                | Resultat | Anmärk. |
| ----- | --------------------- | ------------ | ---- | ---- | ---- | ---------------- | ---------------- | ---------------- | -------- | ------- |
| 1     | Tara Davis-Woodhall   | USA          | 6,93 | 7,05 | 6,95 | 7,10             | 6,61             | 6,68             | 7,10     |         |
| 2     | Malaika Mihambo       | Tyskland     | 6,77 | 6,81 | 6,95 | x                | 6,98             | x                | 6,98     |         |
| 3     | Jasmine Moore         | USA          | 6,96 | 6,92 | 6,62 | 6,75             | 6,88             | 6,88             | 6,96     |         |
| 4     | Larissa Iapichino     | Italien      | 6,78 | 6,87 | x    | 6,83             | 6,78             | 6,85             | 6,87     |         |
| 5     | Ese Brume             | Nigeria      | x    | 6,59 | 6,63 | 6,70             | 6,51             | 6,70             | 6,70     |         |
| 6     | Monae' Nichols        | USA          | 6,64 | x    | 6,36 | 6,63             | 6,67             | 6,66             | 6,67     |         |
| 7     | Alina Rotaru-Kottmann | Rumänien     | 6,46 | 6,46 | 6,65 | 6,55             | 6,67             | 6,50             | 6,67     |         |
| 8     | Ackelia Smith         | Jamaica      | 6,66 | 6,52 | x    | 5,86             | 6,40             | 6,42             | 6,66     |         |
| 9     | Marthe Koala          | Burkina Faso | 6,61 | 6,51 | 6,46 | Gick inte vidare | Gick inte vidare | Gick inte vidare | 6,61     |         |
| 10    | Ruth Usoro            | Nigeria      | 6,58 | x    | 5,80 | Gick inte vidare | Gick inte vidare | Gick inte vidare | 6,58     |         |
| 11    | Hilary Kpatcha        | Frankrike    | 6,56 | 5,54 | 5,78 | Gick inte vidare | Gick inte vidare | Gick inte vidare | 6,56     |         |
| 12    | Prestina Ochonogor    | Nigeria      | 6,07 | 6,24 | 6,24 | Gick inte vidare | Gick inte vidare | Gick inte vidare | 6,24     |         |